# Thailand Open 1995 (Badminton)
Die Thailand Open 1995 im Badminton fanden vom 15. bis zum 19. November 1995 in Chiang Mai statt. Das Preisgeld betrug 125.000 Dollar, was dem Turnier zu einem Fünf-Sterne-Status im World Badminton Grand Prix verhalf.

## Sieger und Platzierte
| Disziplin    | Gold                       | Silber                        | Bronze                                   |
| ------------ | -------------------------- | ----------------------------- | ---------------------------------------- |
| Herreneinzel | Dong Jiong                 | Kim Hak-kyun                  | Luo Yigang                               |
| Herreneinzel | Dong Jiong                 | Kim Hak-kyun                  | Rashid Sidek                             |
| Dameneinzel  | Lim Xiaoqing               | Ra Kyung-min                  | Kim Ji-hyun                              |
| Dameneinzel  | Lim Xiaoqing               | Ra Kyung-min                  | Zhang Ning                               |
| Herrendoppel | Jiang Xin Huang Zhanzhong  | Cheah Soon Kit Yap Kim Hock   | Rudy Gunawan Candra Wijaya               |
| Herrendoppel | Jiang Xin Huang Zhanzhong  | Cheah Soon Kit Yap Kim Hock   | Sakrapee Thongsari Pramote Teerawiwatana |
| Damendoppel  | Gil Young-ah Jang Hye-ock  | Ge Fei Gu Jun                 | Chen Ying Peng Xinyong                   |
| Damendoppel  | Gil Young-ah Jang Hye-ock  | Ge Fei Gu Jun                 | Kim Shin-young Kim Mee-hyang             |
| Mixed        | Park Joo-bong Ra Kyung-min | Nikolai Zuev Marina Yakusheva | Jiang Xin Zhang Ning                     |
| Mixed        | Park Joo-bong Ra Kyung-min | Nikolai Zuev Marina Yakusheva | Sun Man Liu Jianjun                      |

## Finalergebnisse
| Disziplin    | Sieger                     | Finalist                      | Ergebnis    |
| ------------ | -------------------------- | ----------------------------- | ----------- |
| Herreneinzel | Dong Jiong                 | Kim Hak-kyun                  | 15:13, 15:7 |
| Dameneinzel  | Lim Xiaoqing               | Ra Kyung-min                  | 11:4, 11:0  |
| Herrendoppel | Jiang Xin Huang Zhanzhong  | Cheah Soon Kit Yap Kim Hock   | 15:9, 15:11 |
| Damendoppel  | Gil Young-ah Jang Hye-ock  | Ge Fei Gu Jun                 | 18:17, 15:6 |
| Mixed        | Park Joo-bong Ra Kyung-min | Nikolai Zuev Marina Yakusheva | 15:1, 15:4  |